# Držkrajov
Držkrajov je malá vesnice, část obce Přeštěnice v okrese Písek v Jihočeském kraji. Nachází se asi 2,5 kilometru jihozápadně od Přeštěnice. Je zde evidováno 28 adres. V roce 2011 zde trvale žilo šedesát obyvatel.
Držkrajov je také název katastrálního území o rozloze 3,39 km².

## Historie
První písemná zmínka o vesnici pochází z roku 1291. Patřil k majetku hradu Příběnice. V roce 1457 zastavil Jan z Rožmberka platy z několika vesnic, i z Držkrajova. V roce 1530 byla ves v držení rodu Švamberků. Roku 1551 prodal Václav ze Švamberka ves panu Oldřichovi Bechyně z Lažan. Další osudy vesnice jsou totožné s osudy tvrze Podboří. V roce 1588 patřila k majetku rodu Čabelických ze Soutic a byla připojena k opařanskému panství. V roce 1667 byl Držkrajov v majetku jezuitské koleje v Jindřichově Hradci, poté pražské jezuitské koleje až do zrušení řádu v roce 1773. V roce 1789 zde bylo 17 gruntů, v roce 1842 bylo evidováno 167 obyvatel a 21 domů.

## Obyvatelstvo
| Rok            | 1869 | 1880 | 1890 | 1900 | 1910 | 1921 | 1930 | 1950 | 1961 | 1970 | 1980 | 1991 | 2001 | 2011 | 2021 |
| -------------- | ---- | ---- | ---- | ---- | ---- | ---- | ---- | ---- | ---- | ---- | ---- | ---- | ---- | ---- | ---- |
| Počet obyvatel | 206  | 176  | 168  | 167  | 169  | 170  | 151  | 126  | 94   | 97   | 82   | 79   | 72   | 60   | 52   |
| Počet domů     | 27   | 27   | 28   | 28   | 28   | 29   | 28   | 31   | 26   | 24   | 25   | 27   | 27   | 27   | 27   |

## Obecní správa
Při sčítání lidu v letech 1850–1962 Držkrajov byl samostatnou obcí v okrese Milevsko. Od roku 1963 je částí obce Přeštěnice v okrese Písek.

## Pamětihodnosti
- Kaple na návsi ve vesnici z roku 1907 je zasvěcena Nejsvětější Trojici. Byla postavena na místě původní kapličky s kruhovým půdorysem a s šindelovou střechou.[11]
- Před návesní kaplí se nachází litinový kříž reliéfně zdobený motivem srdíčka v horní části podstavce, v střední a spodní části je zdobený motivem čtyřlístku. Uprostřed je motiv kalichu.
- Před vesnicí u komunikace ve směru od Milevska se nalézá kamenný kříž. Na soklu je špatně znatelná datace 184?

## Galerie

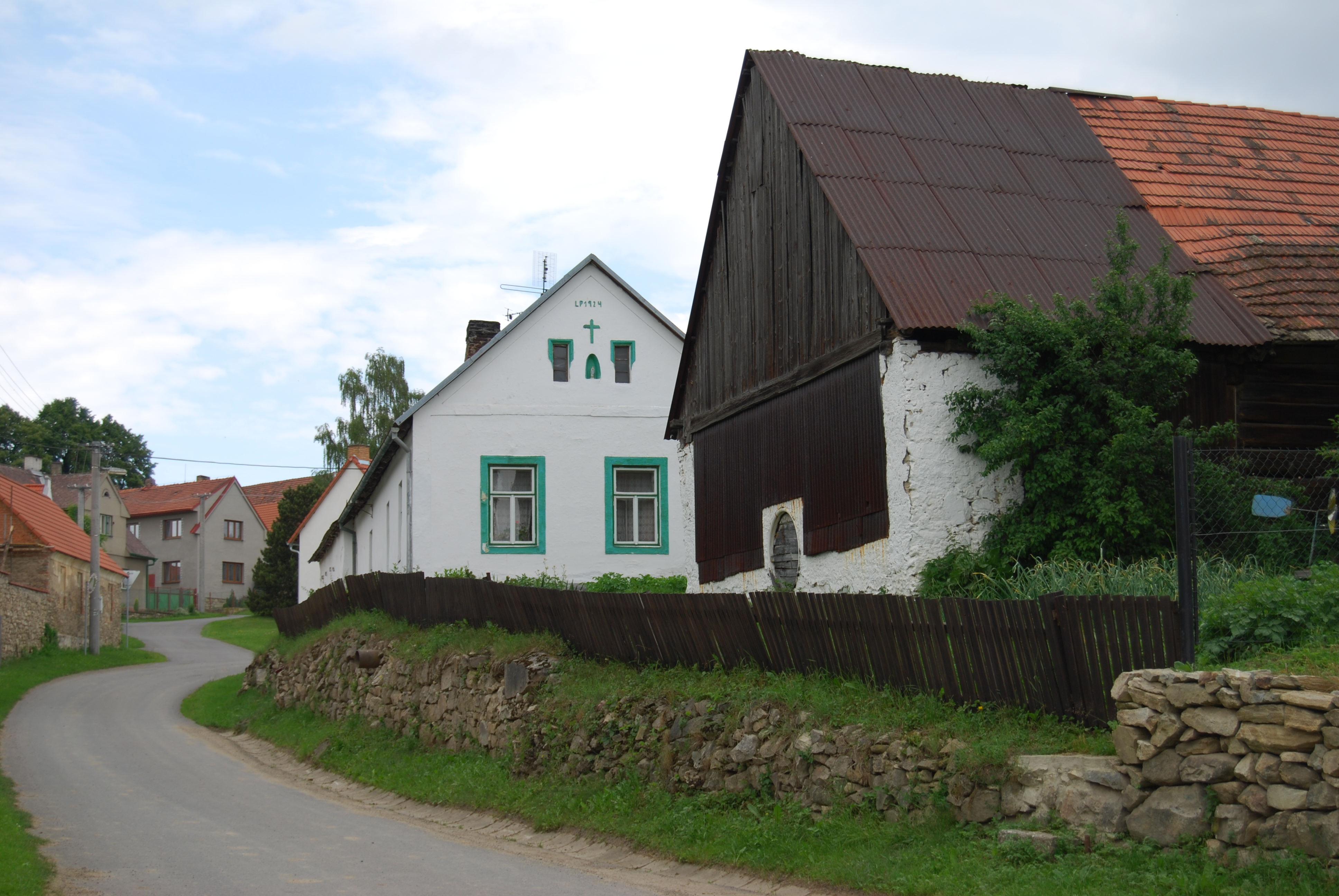
Část vesnice
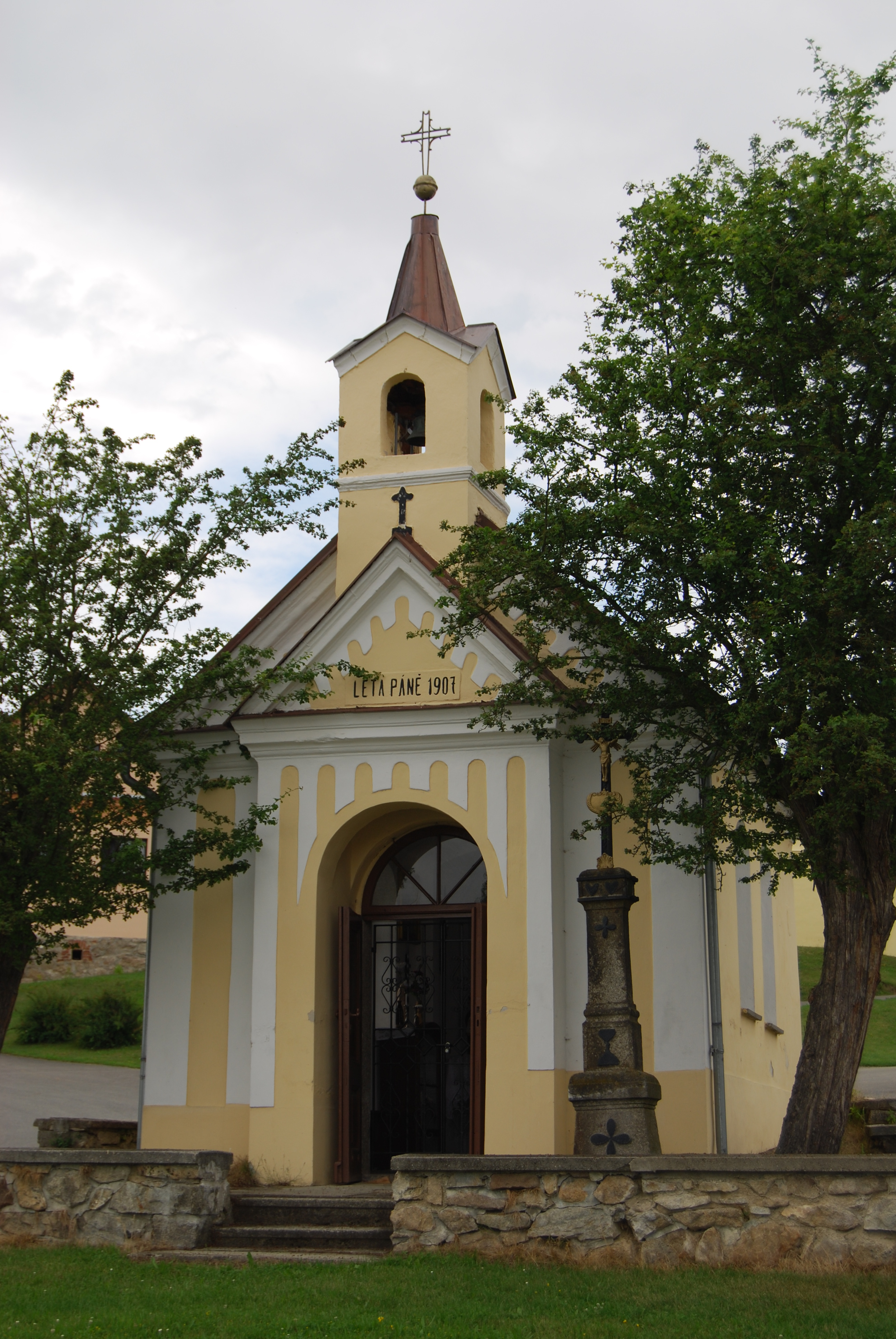
Návesní kaple
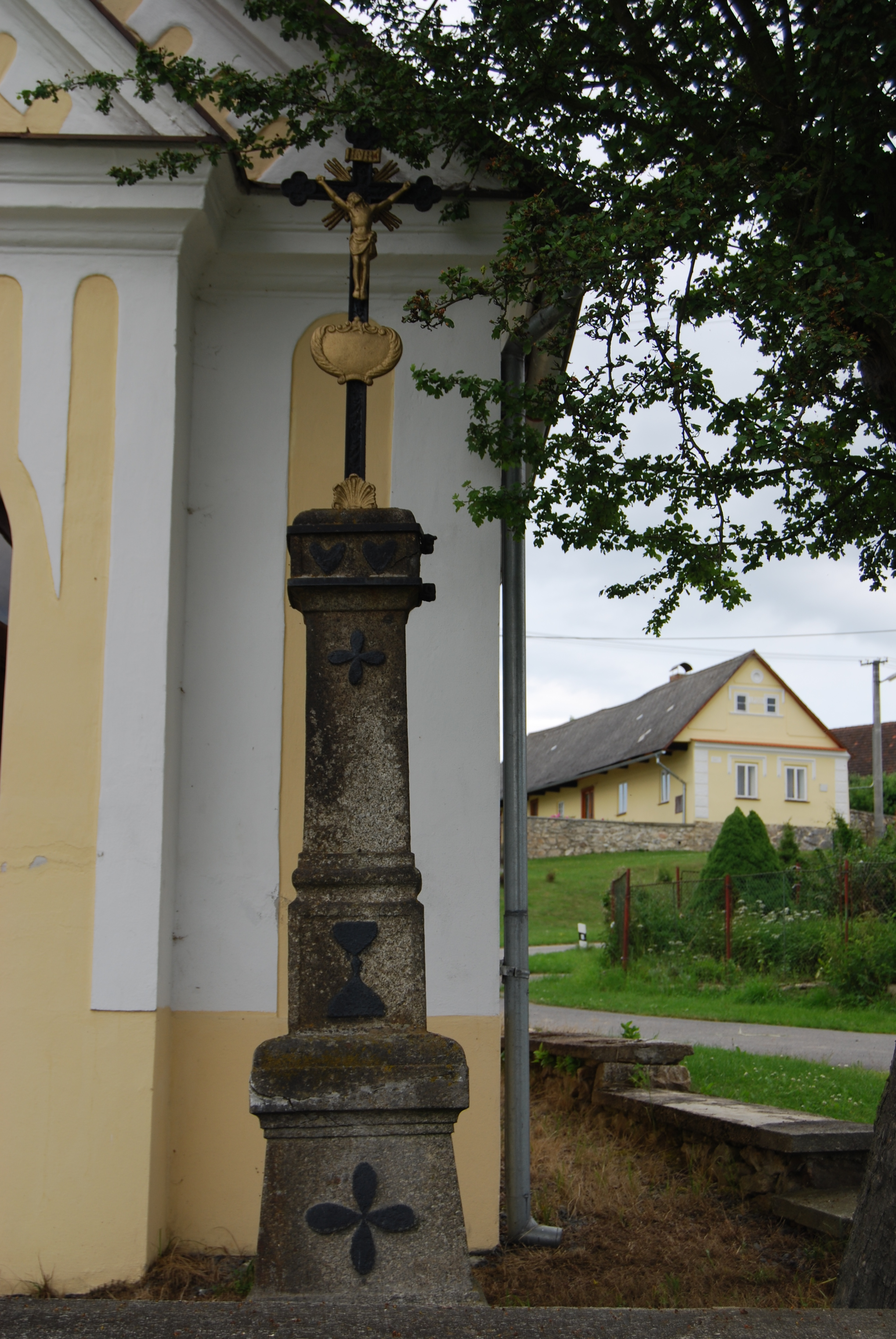
Kříž před kaplí
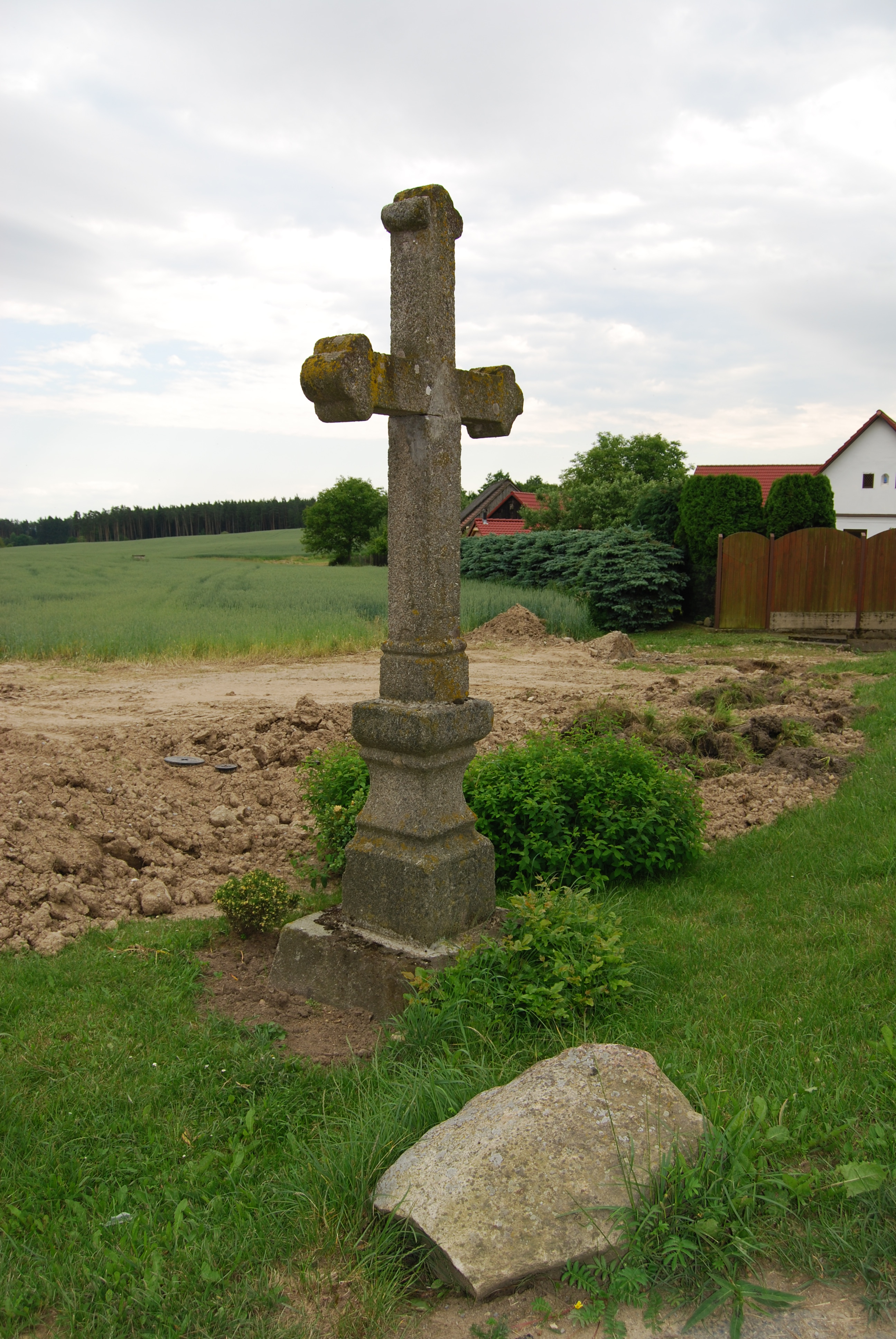
Kříž před vesnicí